# Бенаковац
Бенаковац је насељено мјесто у Босни и Херцеговини, у општини Босанска Крупа, које административно припада Федерацији Босне и Херцеговине. Према попису становништва из 2013. у насељу је живјело свега 35 становника. Овде се налази Црква Светог кнеза Лазара великомученика.

## Становништво
| Демографија | Демографија | Демографија |
| Година      | Становника  | Становника  |
| ----------- | ----------- | ----------- |
| 1971.       | 329         |             |
| 1981.       | 258         |             |
| 1991.       | 229         |             |
| 2013.       | 35          |             |